# Antoni Tołkaczewski
Antoni Andrzej Tołkaczewski (ur. 29 grudnia 1933 w Warszawie, zm. 8 września 2021 we Wrocławiu) – polski pływak, prawnik, olimpijczyk z Helsinek 1952.
Był specjalistą w stylu dowolnym. Reprezentował wrocławskie kluby: Sparta-Ogniwo i Ślęza. Był pierwszym polskim pływakiem który przepłynął 100 m stylem dowolnym w czasie poniżej jednej minuty. Mistrz Polski w wyścigach w stylu dowolnym na dystansie:
- 100 m – w latach 1952, 1954–1956
- 200 m – w latach 1952–1953,1955–1956
- 400 m – w latach 1955–1956

Był akademickim wicemistrzem świata w sztafecie kraulowej 4 × 200 m z roku 1951.
Na igrzyskach olimpijskich w Helsinkach wystartował w sztafecie 4 × 200 m stylem dowolnym. Polacy odpadli w eliminacjach.
Pochowany na Cmentarzu Osobowickim we Wrocławiu w Alei Zasłużonych.

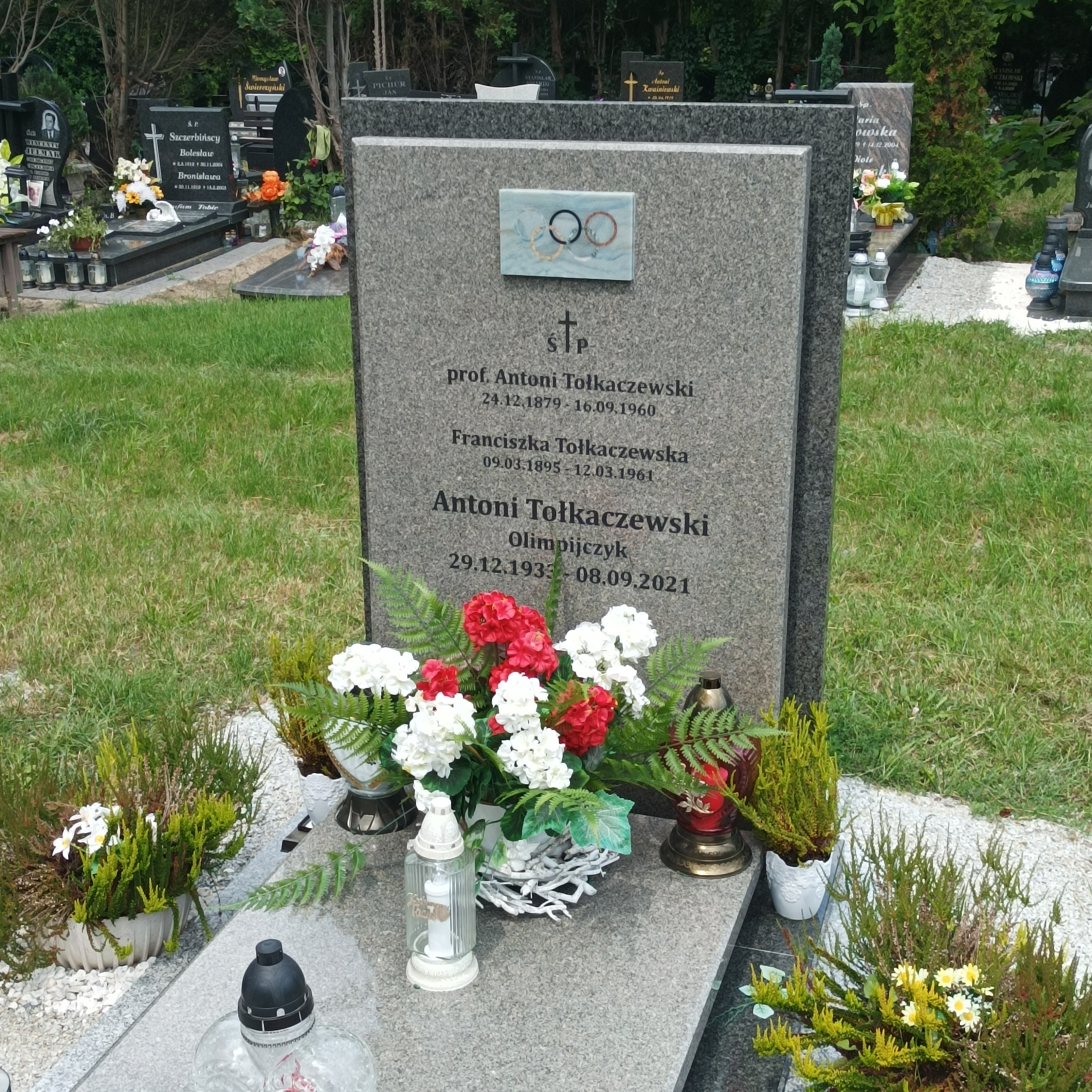
Grób Antoniego Tołkaczewskiego na Cmentarzu Osobowickim